# Borough United F.C.
Borough United F. C. – walijski klub piłkarski z siedzibą w mieście Llandudno Junction, działający w latach 1952–1969.

## Osiągnięcia
- Puchar Walii: 1963

## Historia
Klub powstał w 1952 na skutek fuzji dwóch miejscowych klubów – Llandudno Junction F.C. (klub odnosił sukcesy w lidze, jednak zmuszony został do fuzji na skutek trudności finansowych) i Conwy Borough F.C.
Nowy klub w pewnym sensie był kontynuacją Llandudno Junction, którego stadion Nant-y-Coed stał się stadionem Borough United. Zachowane zostały również kasztanowo-białe barwy strojów.
Borough United już wkrótce stał się jednym z najsilniejszych klubów Walii, wygrywając dwukrotnie (w sezonach 1958/59 i 1962/63) ligę Welsh League North. Dodatkowo w sezonie 1962/63 Borough United zdobył Puchar Walii po pokonaniu Rhyl F.C., Denbigh Town, obrońców tytułu Bangor City, Hereford United i w finale Newport County. W finale doszło do dwóch spotkań – u siebie Borough United wygrał 2:1, a na Somerton Park zremisował 0:0.
Sukces w Pucharze Walii umożliwił klubowi występ w Pucharze Zdobywców Pucharów w sezonie 1963/64. Pierwszym rywalem klubu okazał się maltański klub Sliema Wanderers. Po bezbramkowym meczu na wyjeździe Borough United na Racecourse Ground w Wrexham pokonał rywali 2:0 i awansował do następnej rundy. W drugiej rundzie rywalem był zdobywca Pucharu Czechosłowacji Slovan Bratysława. Porażka na boisku we Wrexham 0:1 i przegrana 0:3 w Bratysławie sprawiły, że drużyna walijska zakończyła swój jedyny start w europejskich pucharach.
Borough United należał do czołowej piątki klubów walijskich aż do 1967 roku, kiedy został pozbawiony swego boiska. W końcu klub zmuszony został do gry w jednej z najniższych lig – Vale of Conwy League. W lidze tej Borough United występował do momentu rozwiązania klubu w 1969 roku.

## Europejskie puchary
Legenda do wszystkich tabel:
- Q – runda eliminacyjna, 1/16, 1/8, 1/4, 1/2 – odpowiednia faza rozgrywek, Grupa – runda grupowa, 1r gr – pierwsza runda grupowa, 2r gr – druga runda grupowa, F – finał, R – runda, PO – play-off
- k. – rzuty karne, los. – losowanie, Dogr. – dogrywka, w. – zasada bramek strzelonych na wyjeździe

| Sezon   | Rozgrywki                 | Runda | Przeciwnik        | Dom | Wyjazd | Ogólnie |
| ------- | ------------------------- | ----- | ----------------- | --- | ------ | ------- |
| 1963/64 | Puchar Zdobywców Pucharów | 1R    | Sliema Wanderers  | 2–0 | 0–0    | 2–0     |
| 1963/64 | Puchar Zdobywców Pucharów | 1/8   | Slovan Bratysława | 0–1 | 0–3    | 0–4     |